# Stadionul Dr. Constantin Rădulescu
Dr. Constantin Rădulescu Stadium (informalmente chamado de Gruia estádio) é um estádio de futebol no distrito de  Gruia, Cluj-Napoca na Roménia e é o estádio do CFR Cluj. O estádio tem o nome de Constantin Radulescu, antigo árbitro, jogador e treinador.

## Historia
O estádio foi construído originalmente em 1973. Antes de 2004, tinha uma capacidade de 3000 lugares, é a casa dos jogos do CFR Cluj, principalmente na segunda e terceira divisões do Campeonato Romeno.
Como o CFR Cluj se qualificada para o Liga dos Campeões da UEFA de 2008–09, o estádio foi reformado e ampliado para ser classificado como um de 3 estrelas da UEFA. A expansão foi concluída em setembro de 2008, elevando a capacidade para 25.000 lugares.
Em 2009, um quarto estande será construída para concluir o estádio, que trará a capacidade para 30.000 assentos.